# РТС Планета
РТС Планета је мултимедијална платформа у власништву РТС-а. Покренута је 2018. године.
Овај вид услуге садржи огроман број садржаја од страног програма преко архивских снимака до телевизије уживо.
Такође, РТС Планета даје могућност праћења ТВ и радио програма уживо, као и могућност гледања садржаја који је емитован у претходна 72 сата (три дана).